# Ростислава Білинська
Ростисла́ва Марі́я Віто́льдівна Біли́нська-Темни́цька (5 березня 1890, Стратин, Рогатинського повіту Австро-Угорщини — 1968,  Ньюарк, США) — українська піаністка і педагогиня. Дружина Володимира Темницького.

## Життєпис
Ростислава Марія Білинська народилась 5 березня 1890 року в селі Стратин Рогатинського повіту Австро-Угорщини в родині отця Вітольда Білинського та Неоніли Рибак (доньки Миколи Рибака та Антоніни Левицької). Невдовзі отця Вітольда перевели до великої парохії Коцюбинці.
Коли Ростиславі було всього 2 роки, її мама померла від тифу, тож батько для виховання доньок запросив музично обдаровану гувернантку Марію Ганшер, сироту від військового лікаря. Вже в п'ятирічному віці Ростислава почала у неї вчитися гри на фортепіано. Завдяки Марії Ганшер Ростислава також вивчила німецьку мову і здобула початкову загальну освіту.
Подальшу музичну освіту здобувала в Дівочому інституті в Перемишлі (клас проф. Наталії Кміцикевич), потім у Вчительській семінарії в Чернівцях, частково як екстерністка завдяки підготовці у вчительки з Відня піаністки Гізелі Ріхтер (матері співачки Євгенії Зарицької). Також істотно вплинув на музичну освіту Ростислави її рідний дядько по матері Амброзій Рибак, який був парохом, співаком (бас) і композитором. Ростислава також мала доступ до прекрасного рояля марки Безендорфер, що належав її дядькові по батьківській лінії Любомиру Білинському, що служив у приході Вишнівчика.
1908 року Ростислава вступила до Вищого музичного інституту ім. Миколи Лисенка у Львові (професори С. Дністрянська та Марія Криницька). У 1909—1910 роках вчилась у Відні в Консерваторії Горака (професор Глезнер). 1914 року закінчила Музичний інститут ім. М. Лисенка, склавши іспит перед дипломною комісією на чолі з Станіславом Людкевичем.
Працювала піаністкою товариства «Боян» і «Бандурист».
1912 року взяла участь у великому ювілейному концерті на честь Івана Франка, що відбувся у залі Львівської філармонії, на якому вітав Великого Каменяра митрополит Андрей (Шептицький), виступав з рецитаціями згодом великий актор і режисер Лесь Курбас. У концерті взяли участь також Лесь Новіна-Розлуцький, Михайло Микиша, Ганна Крушельницька та ін.
Ростислава Білинська здобула визнання і згодом її запрошував С. Людкевич на концерти, присвячені творчості П. І. Чайковського (виконала соло «Тема з варіаціями», ор. 19 та на чотири руки з О. Озаркевич-Бірецькою «Патетичну симфонію») і Ф. Шуберта (виконала Сонату А-моль). Брала участь у концерт-турне хору «Бандурист» С. Людкевича містами Західної України, в яких також брали участь видатний тенор Михайло Микиша, співачка (сопрано) Олександра Парахоняківна, скрипаль О. Пежанський, віртуоз-цитрист Євген Купчинський та ін.
1917 року завідувала музичною частиною Молодого театру Леся Курбаса. З матеріалів справи діяча УНР Володимира Чехівського відомо, що брат Темницького Омелян і дружина Темницького Ростислава Білинська жили у нього в Одесі в 1917 і 1918 роках.
Після приходу до влади поляків отець Вітольд Білинський став парохом у містечку Скала-над-Збручем, там тоді ж перебувала і Ростислава Білинська, доглядала хворих колишніх вояків УГА і Армії УНР. Там заразився тифом її батько і помер у 1919 році.
У травні 1921 року Ростислава вийшла заміж за Володимира Темницького, колишнього міністра закордонних справ УНР. 1922 року народила доньку Руту, а 1924 року в селі Устя-Зелене народила сина Іринея (Оріха), у зв'язку з чим зробила певну перерву в музичній діяльності. За польської влади працювала викладачкою. З 1926 року читала лекції в Стрийському музичному інституті, згодом — приватні лекції у Львові, а від 1938 року викладала у Вищому музичному інституті ім. Миколи Лисенка.
1938 року помер її коханий чоловік, згодом у молодому віці померла її улюблена донька Рута (Арета). Ростислава й далі викладала в музичних школах Львова, згодом у школах Західної Німеччини, а 1952 року емігрувала до США, де викладала гру на фортепіано в Українському музичному інституті.
Пішла з життя у грудні 1968 року в Ньюарку (США). Похована на цвинтарі Св. Марії у Філадельфії (передмістя Фокс Чейз).

## Родина
Чоловік — Темницький Володимир Миколайович (1879—1938), був міністром закордонних справ УНР в 1919 році.
Донька Рута (Арета Романа; 1922—1943) мала непересічні акторські обдарування, померла в молодому віці.
Син Іриней Юрій (Оріх; 1924—2007) був істориком, проживав у США.